# Плотозавр
Плотозавр (лат. Plotosaurus от др.-греч. πλωτός σαῦρος «плавучий или водоплавающий ящер») — род вымерших пресмыкающихся из группы мозазавров. В отличие от более известного мозазавра, типового рода группы, он не был охотником на крупную добычу и был эффективным пелагическим пловцом, но более мелким. Плотозавр известен благодаря останкам из маастрихтских отложений места «Фресно-Кантри» (англ. Fresno Country), штат Калифорния, также останки находят в Канзасе. Изначально был назван «колпозавром» (лат. Kolposaurus, дословно на рус."ящер из бухты") Чарльзом Льюисом Кэмпом, палеонтологом из университета Бёркли, в 1942 году, однако в 1951-м был переименован в плотозавра, когда Кэмп обнаружил, что это имя уже принадлежало разновидности нотозавра.

## Открытие и систематика
В 1937 году в окрестностях горы Дьябло, в штате Калифорния, коллекционер окаменелостей Аллан Беннисон (англ. Allan Bennison) обнаружил останки мозазавра. Впервые найденные останки описал учёный Чарльз Льюис Кэмп в 1942 году и назвал новую разновидность Kolposaurus; тем не менее, позднее выяснилось, что это название уже было дано роду, признанному синонимичным нотозавру, поэтому имя пришлось поменять на «плотозавр» в 1951 году.
Первые из найденных останков принадлежали более чем одной особи, одна из них заметно превосходила других по размерам. В то время как типовой вид, P. bennisoni, в длину достигал 9 м, длина второй разновидности, P. tuckeri, была равно 13 м, лишь немного уступая длине таких гигантов, как тилозавр, мозазавр и гайнозавр. Систематическое будущее этой разновидности остаётся под вопросом с 2008 года, когда палеонтологи Линдгрен, Кадуэлл и Ягт (англ. Lindgren, Cadwell & Lagt) провели исследование, в котором заключили, что P. tuckeri, вероятно, является синонимичным к типовому виду P. bennisoni.
Средняя же оценка длины особей данного рода, равняется 40 футам, или, иными словами, 12 м (по данным некоторых источников — 10 м), при этом во всём скелете насчитывается всего около 100 позвонков. Вес оценивается в пять тонн.
Останки плотозавров находят в отложениях возрастом 70 — 65 миллионов лет назад (в некоторых источниках указывается более точное значение — 70,6 — 65, 5 миллионов лет до н. э., также пишут 74 — 65 млн лет назад).

## Анатомия и особенности строения
Плотозавр принадлежал к семейству мозазавров и был заметно лучше приспособлен к морскому образу жизни, чем большинство из его известных родственников. Тело плотозавра имеет более обтекаемую форму, передняя часть была очень жёсткой, что способствовало стабилизации плавательной траектории ящера и снижению турбулентности и последующего сопротивления, некоторые специалисты считают, что такие качества свидетельствуют о том, что он был вершиной в эволюции мозазавров как пелагических охотников и что он, как и остальные мозазавры, заполнил опустевшие ниши юрских плезиозавров, плиозавров и ихтиозавров.
Любопытно также, что обнаруженные учёными отпечатки кожи свидетельствуют о наличии специально адаптированной чешуи, которая, по мнению специалистов, напоминает таковую у современных акул, с помощью которой ящер мог делать своеобразные «вихри», что ещё больше снижало лобовое сопротивление.
Конечности плотозавра, превратившиеся в плавники, также были обтекаемыми для уменьшения сопротивления воды, этому способствовал и череп, который у ящера был очень узкий и длинный. Другими примечательными его свойствами были: гипоцеркальный (обратногетероцеркальный) хвостовой плавник, гибкий хвост, вместе с некоторыми другими качествами позволявший ему быть столь же гидродинамичным, сколь и ихтиозавры; большие глазницы, и если собрать это свойство с жёсткостью тела воедино, получится рептилия, почти не отличающаяся от живших несколько ранее офтальмозаврид, вымерших к позднемеловой эпохе. Другой отличительной особенностью плотозавра были большие носовые отверстия, которые облегчали быстрое поступление свежего воздуха в лёгкие, которые, у этой разновидности отличались весьма большим объёмом. Это могло быть связано с более скоростной и, соответственно, более энергозатратной манерой плавания и ведением погони за любой добычей, попавшейся на глаза, либо с тем, что ему приходилось постоянно выныривать на поверхность воды, чтобы получить новую порцию кислорода, и с тем, что ему было необходимо как можно быстрее осуществлять замену обеднённого кислородом воздуха в лёгких.